# Donśke (obwód odeski)
Donśke (ukr. Донське) – wieś na Ukrainie, w obwodzie odeskim, w rejonie berezowskim. 
W 2001 roku liczyła 124 mieszkańców, posługujących się następującymi językami:
| Język              | Podział procentowy |
| ------------------ | ------------------ |
| ukraiński          | 96.77 %            |
| rosyjski           | 0.81 %             |
| białoruski         | 0.81 %             |
| rumuński/mołdawski | 0.81 %             |
| niemiecki          | 0.81 %             |